# Efrata
Efrata (in ebraico  אפרת\ה‎?) è il nome di un luogo biblico ed un nome di persona che significa "fecondo"

## Luogo biblico
La prima menzione di Efrata è nella Genesi, nel punto in cui Rachele morì dando alla luce Beniamino ed è sepolta sulla strada che scende da Betel.
Una tradizione molto antica è quella che Efrata si riferisce a Betlemme, e quindi che Rachele è morta sulla via, tradizione che si conferma con la presenza all'ingresso della città di Betlemme della Tomba di Rachele.
Alcuni studiosi moderni hanno posto questa posizione più vicina a Betel, in prossimità di Ramallah, sulla base di alcuni versetti in Samuele e in Geremia.
Un ottimo candidato secondo questo punto di vista è un sito conosciuto in arabo come "Kubur beni Israil" ("sepoltura dei Figli di Israele"), che è adiacente al wadi "Farah" , il cui nome ricorda "Efrata".
In gran parte della Bibbia, Efrata è anche una descrizione dei membri della tribù israelita di Giuda, nonché il nome dell'eventuale fondatore di Betlemme.
La nascita di Gesù nella vicina Betlemme, nel territorio di o "verso Efrata" (Betlemme Efrata) è sempre stato rappresentato dai cristiani un adempimento della profezia di Michea:
Efrata viene associata a Betlemme anche in Rut 4:11-12: al portico di ingresso della città il popolo augura a Rut una discendenza come "la casa di Perez, che Tamar partorì a Giuda", e al secondo marito, Boàz, di comportarsi degnamente in Efrata e di ottenere il suo nome a Betlemme.
Il popolo di Davide ha udito, fra gli altri, da Michea la profezia del Regno di Dio che, secondo Luca 17:21 dimora nel cuore di ognuno. 

Nel Salmo 132 (131) re Davide loda Dio per la sua cura dell'Arca dell'Alleanza, la dimora di Dio alla quale i sacerdoti e il re si accostano adoranti e in ginocchio per pregarlo: 
Entreremo nelle sue dimore, adoreremo nel luogo dove si fermarono i suoi piedi./ 

Sorgi Signore verso il luogo del tuo riposo, tu e l'arca della tua santificazione.»
(Salmi 131:6-8)
Il nome proprio Efrata significa "specchio", inteso come riflesso di una Verità futura che ancora non si comprende pienamente, come sarà possibile solamente dopo il suo adempimento, col senno di poi.

## Nome
La seconda moglie di Caleb si chiamava Efrata (o Efrathah).